# Myxine glutinosa

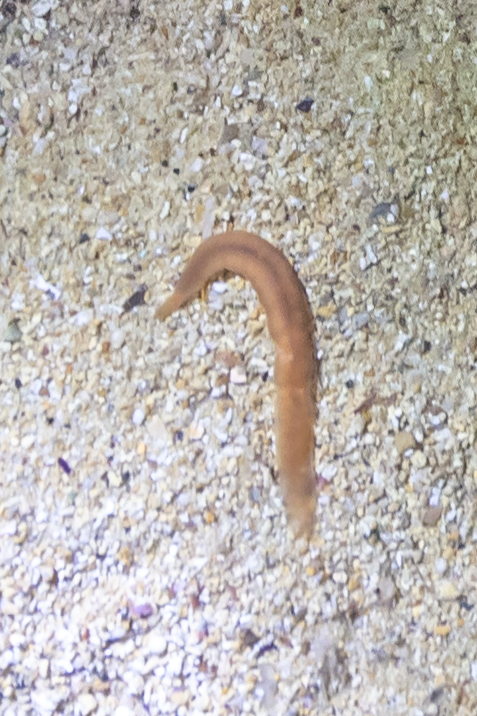
Ejemplar en las costas de Malta.

El mixino atlántico (Myxine glutinosa) es una especie de pez agnato (sin mandíbulas) de la familia Myxinidae que habita las costas de la mitad norte del Océano Atlántico y ciertas regiones muy localizadas alejadas de la costa. También se pueden encontrar en el Mar Negro, pero estos casos son más raros.

## Descripción
Esta especie posee un cuerpo muy alargado, anguiliforme, con un orificio branquial a cada lado de la parte anterior del cuerpo. No posee ojos, ni mandíbulas, ni aletas pectorales. Todo el cuerpo está recubierto de una mucosidad muy espesa. La coloración de este animal es muy variada, generalmente se encuentra en tonos rojizos y grisáceos. Suele medir alrededor de 60 cm y pesa 1 kg aproximadamente.

## Hábitat
Viven principalmente en fondos que van desde los 20 a 600 m de profundidad.

## Comportamiento
Viven tanto de manera solitaria como en grupos. Son carnívoros y atacan a sus presas clavándoles su lengua dentada, la cual perfora sus cuerpos, permitiendo al mixino devorar su carne y vísceras.
Son animales principalmente nocturnos que atacan generalmente a animales disminuidos, enfermos, o capturados en redes.